# Stefan Raue
Stefan Raue (* 11. Dezember 1958 in Wuppertal) ist ein deutscher Journalist. Seit 1. September 2017 ist er Intendant des Deutschlandradios. Zuvor – seit November 2011 – war er trimedialer Chefredakteur des Mitteldeutschen Rundfunks.

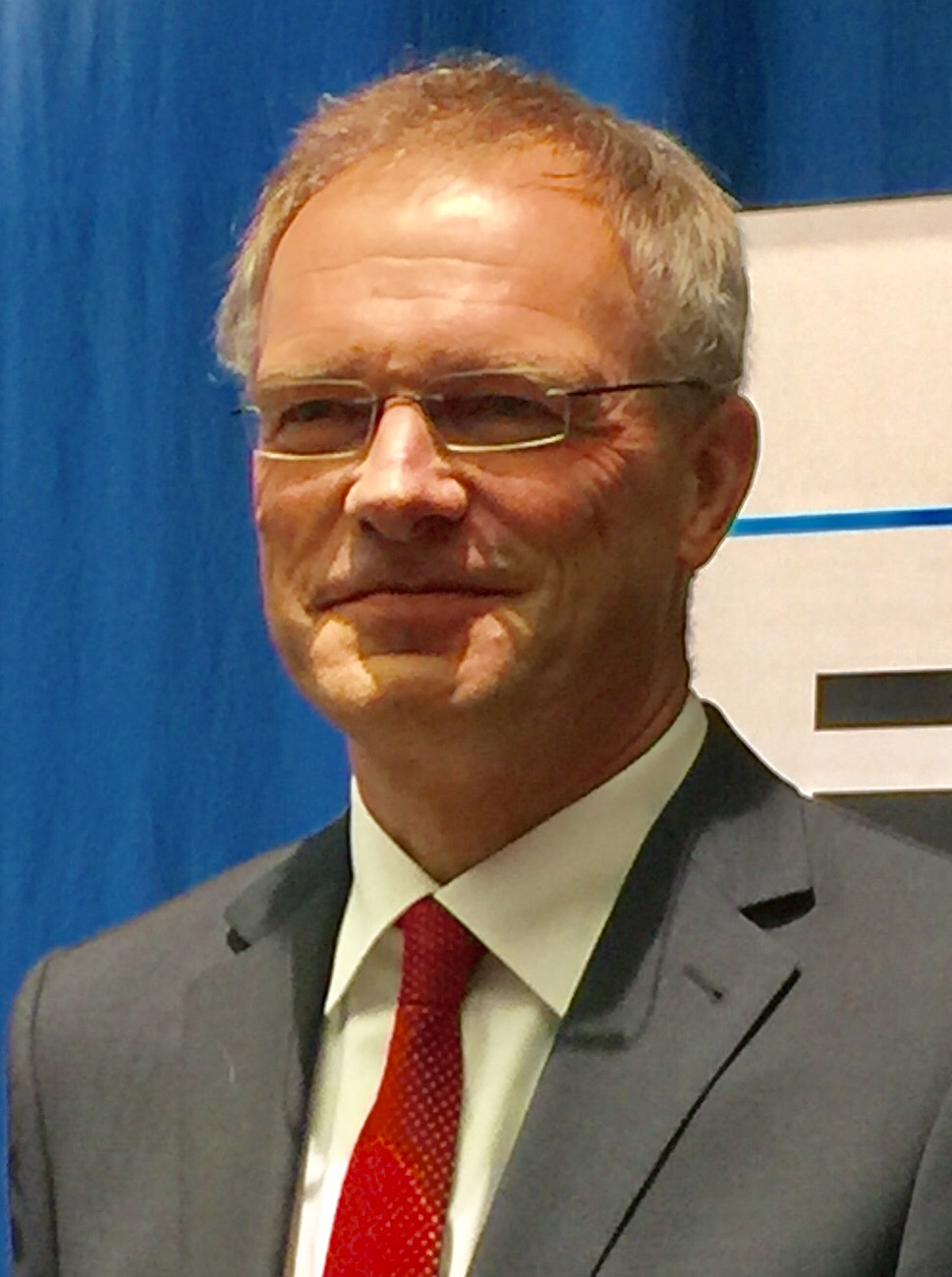
Stefan Raue (2017)

## Leben
Der Sohn eines Oberamtsrats der Bauberufsgenossenschaft wuchs mit zwei Geschwistern in Wuppertal-Elberfeld auf. Nach dem Abitur am Wilhelm-Dörpfeld-Gymnasium in Wuppertal absolvierte Raue ein geisteswissenschaftliches Studium, jobbte währenddessen lange als Taxifahrer und schloss ein Volontariat an.
Er arbeitete von 1987 bis 1990 für den WDR als Reporter. Danach war er als Politikredakteur und Chef vom Dienst bei RIAS-TV in Berlin tätig. Ab 1992 leitete er die Ressorts Aktuelles und Nachrichten bei Deutsche Welle TV. Danach arbeitete er beim ZDF in verschiedenen journalistischen Schnittstellen, zuletzt als stellvertretender Leiter der Hauptredaktion Außen-, Innen-, Gesellschafts- und Bildungspolitik. Ebenfalls war er seit 1997 Redaktionsleiter des ZDF-Magazins blickpunkt, das Reportagen und Berichten aus Ostdeutschland sendete. Anfang 2011 ernannte Udo Reiter, damaliger Intendant des MDR, ihn zum ersten trimedialen Chefredakteur der Landesrundfunkanstalt. Als Verantwortlicher des trimedialen Newsdesk koordinierte er die Berichterstattung in Fernsehen, Hörfunk und Neuen Medien.
Bei einem Fachgespräch des Ausschusses für Kultur und Medien des Deutschen Bundestages im Januar 2016, das die Gewalt gegen Journalisten durch rechtspopulistische und rechtsextremistische Demonstranten zum Thema hatte, appellierte Raue an die Presse, deren „Kriegserklärung“ nicht annehmen und weiterhin mit journalistischer Distanz zu berichten. Da die „Bürgerkriegsrhetorik“ der rechtspopulistischen Akteure zur Gewalt gegen Journalisten aufstachele und das Aufkommen von Pegida messbar zu einem Anstieg der Gewalt gegen Journalisten geführt habe, werde der MDR nur noch erfahrene Journalisten auf freiwilliger Basis und mit Personenschutz auf solche Veranstaltungen schicken.

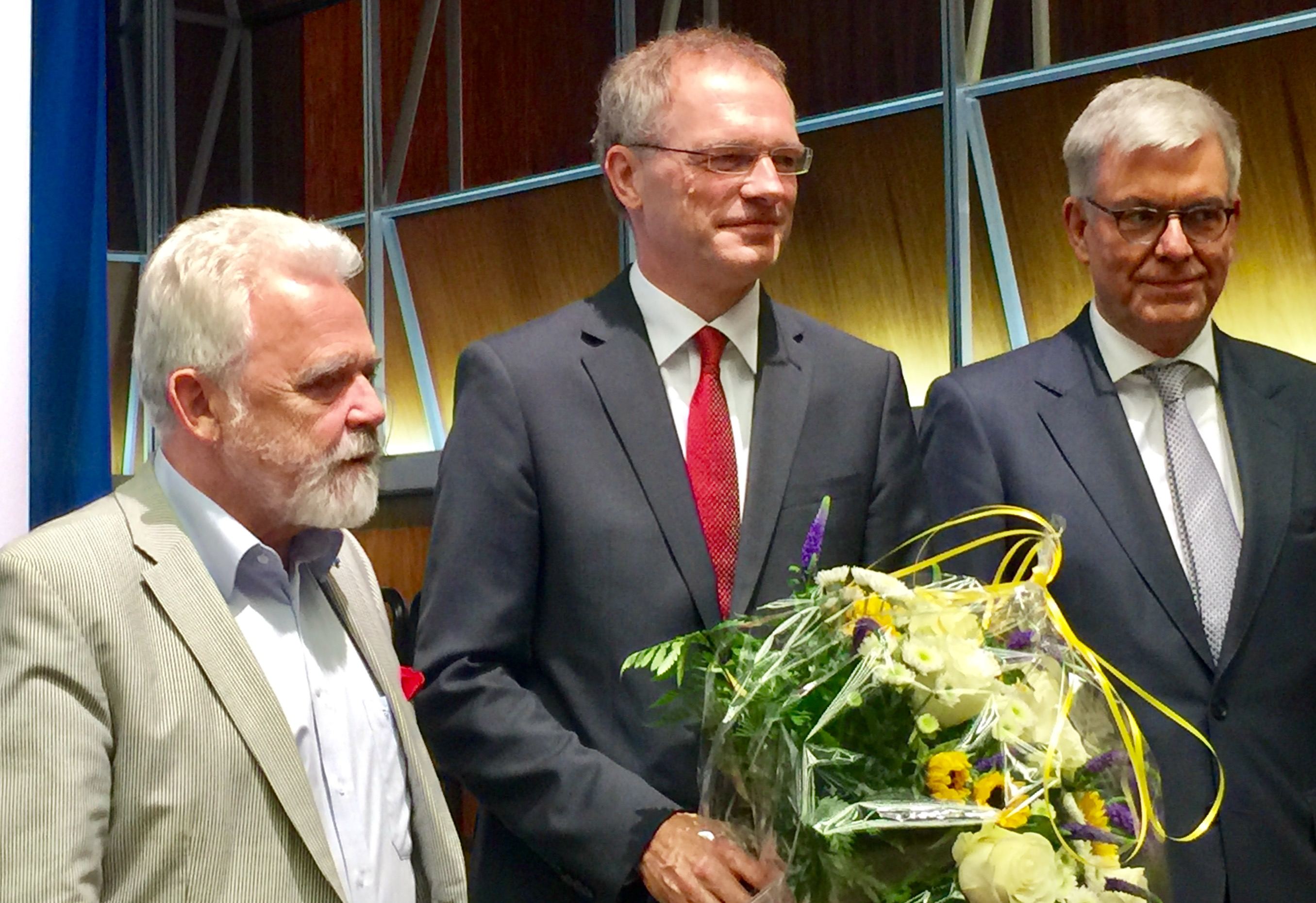
Wahl von Stefan Raue 2017 zum neuen Intendanten des Deutschlandradios. (von links): Willi Steul, Stefan Raue, Thomas Bellut

Anfang Juni 2017 wählte ihn der Hörfunkrat des Deutschlandradios zum neuen Intendanten. Am 1. September 2017 trat er die Nachfolge von Willi Steul an. Der achtköpfige Verwaltungsrat des Hörfunkbetreibers hatte Raue einstimmig vorgeschlagen, im Hörfunkrat bekam er dann aber mit 26 Stimmen die knappstmögliche Mehrheit (Wahl erfordert Zwei-Drittel-Mehrheit). Es gab sowohl Kritik an der Personalie, aber mehrheitlich auch am Auswahlverfahren. Der Dissens wurde öffentlich vom Chef der baden-württembergischen Staatskanzlei in Stuttgart, Klaus-Peter Murawski  geäußert. Er sagte, dass Raue auf Drängen des nordrhein-westfälischen Medienstaatssekretärs Marc Jan Eumann und des Berliner Staatskanzleichefs Björn Böhning als Intendant nominiert wurde. Raue beschreibt die von ihm gesehenen Entwicklungschancen des Senders bei der Profilierung der Programmangebote, der Weiterentwicklung der digitalen Formate, die in Ästhetik und Dramaturgie mehr den Nutzungsgewohnheiten auch jüngerer Zielgruppen entsprechen sollen, als auch beim Zusammenwachsen der zwei aktuellen Standorte sowie der Diskussion über die Zukunft des Auftrags und der Struktur des öffentlich-rechtlichen Rundfunks in Deutschland umfassten.
Am 3. März 2022 wurde Raue für eine weitere fünfjährige Amtszeit als Intendant des Deutschlandradios (ab 1. September 2022) mit 34 von 34 Stimmen wiedergewählt.
Raue ist Mitglied der SPD.

## Werke
- Zusammen mit Andreas Elter: Politik: Basiswissen für die Medienpraxis, von Halem, Köln 2013, ISBN 978-3-86962-016-9